# Unin (województwo mazowieckie)
Unin – wieś sołecka w Polsce, położona w województwie mazowieckim, w powiecie garwolińskim, w gminie Górzno.
Miejscowość jest siedzibą rzymskokatolickiej parafii Świętej Rodziny.

## Historia
Wieś królewska Unino położona była w drugiej połowie XVI wieku w powiecie garwolińskim ziemi czerskiej województwa mazowieckiego. Za Królestwa Polskiego istniała gmina Unin. 

## Podział administracyjny
W latach 1975–1998 miejscowość należała administracyjnie do województwa siedleckiego.